# Gran icosihemidodecaedro
En geometría, el gran icosihemidodecaedro es un poliedro uniforme estrellado, indexado como U71. Tiene 26 caras (20 triángulos y 6 decagramas), 60 aristas y 30 vértices. Su figura de vértice es un cuadrilátero cruzado.
Es un hemipoliedro con 6 caras decagrámicas que pasan por el centro del modelo.

## Poliedros relacionados
Su envolvente convexa es el icosidodecaedro. También comparte su disposición de vértices con el gran icosidodecaedro (con el que tiene las caras triangulares en común) y con el gran dodecahemidodecaedro (con el que tiene las caras decagrámicas en común).
| Gran icosidodecaedro     | Gran dodecahemidodecaedro            |
| Gran icosihemidodecaedro | Icosidodecaedro (envolvente convexa) |

## Galería
| Rellenado tradicional | Rellenado de módulo-2 |